# Oliver Sørensen (fodboldspiller)
Oliver Sørensen Jensen (født d. 10. marts 2002) er en dansk professionel fodboldspiller, som spiller for Serie A-klubben Parma.  

## Klubkarriere

### FC Midtjylland
Sørensen gjorde sin debut for FCMs førstehold den 28. juni 2020 i en Superliga-kamp imod FC København, da han blev skiftet ind sent i kampen.

#### Lejeaftaler
Sørensen blev i januar 2021 udlejet til FC Fredericia, hvor han spillede resten af 2020-21 sæsonen. Han blev igen udlejet i marts 2022, denne gang til norske HamKam. Lejeaftalen blev dog opsagt af Midtjylland i juni, som resultat af manglende spilletid til Sørensen.

## Landsholdskarriere
Sørensen har repræsenteret Danmark på flere ungdomsniveauer.